# Дэбрэ-Дамо
Дэбрэ-Дамо (Дебре-Дамо) (амх. ደብረ ዳሞ) — древний христианский монастырь в северной Эфиопии, к западу от города Адиграт (регион Тыграй). Расположен на плоской вершине скалы (абсолютная высота — 2216 м).
Монастырь основан в эпоху Аксумского царства (VI век) сирийским монахом Абуна Арегави. К началу XX века главный храм монастыря (старейший, из сохранившихся в Эфиопии) был заброшен, и, по словам Д. Бакстона, в 1940-е году был на грани полного разрушения. Вскоре под руководством английского архитектора Д. Мэтьюса главный храм был восстановлен. Стены храма построены из камня и дерева, которые чередуются слоями. Внутри храм богато украшен фресками. Там же хранится большая коллекция древних манускриптов. Помимо главного храма в монастыре есть часовня, колокольня и большое количество домов, где проживают около 200 монахов. Женщины в монастырь не допускаются.
Чтобы попасть в монастырь, надо вскарабкаться по канату по 15-метровой отвесной скале.

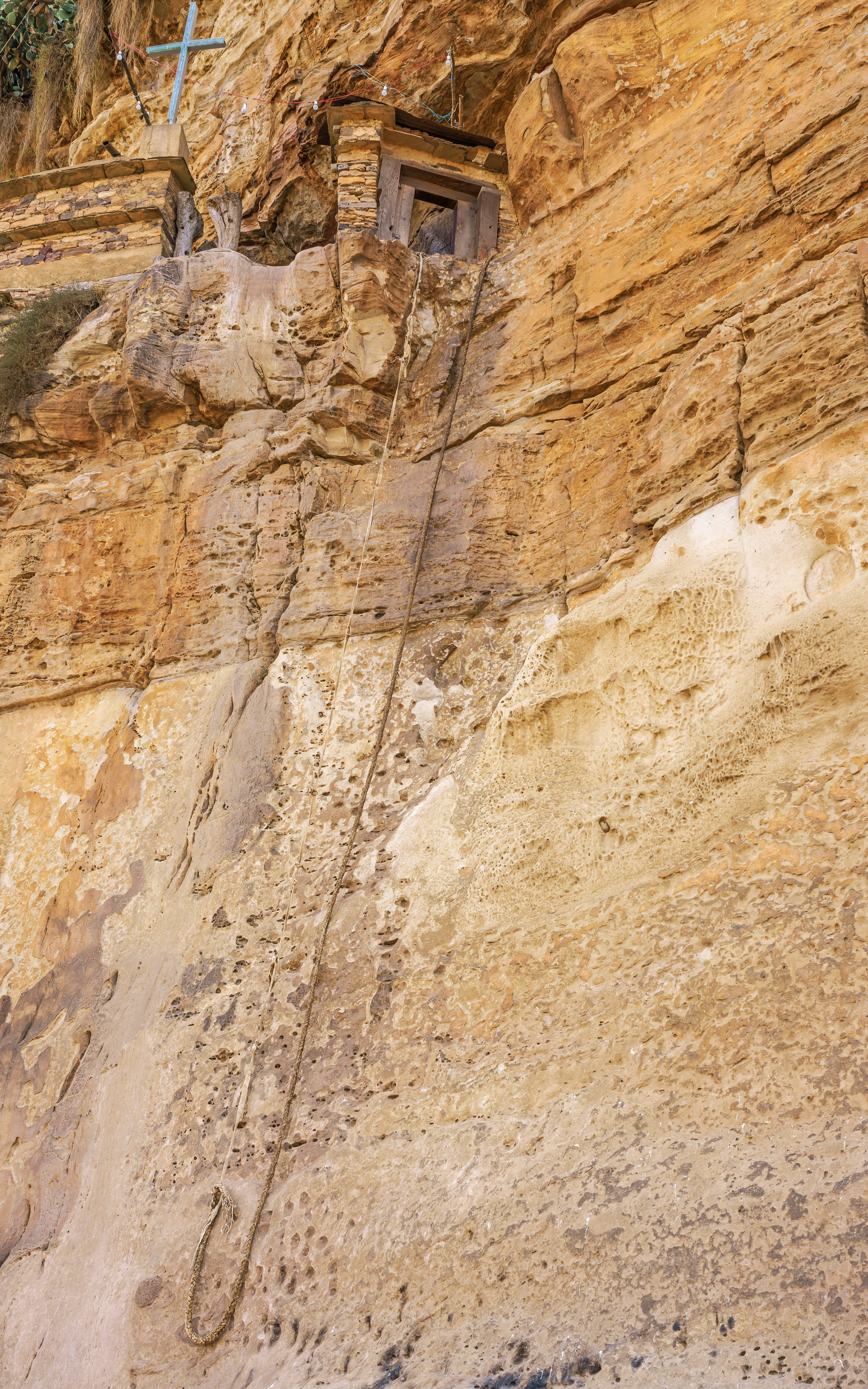
Канат для подъёма в монастырь
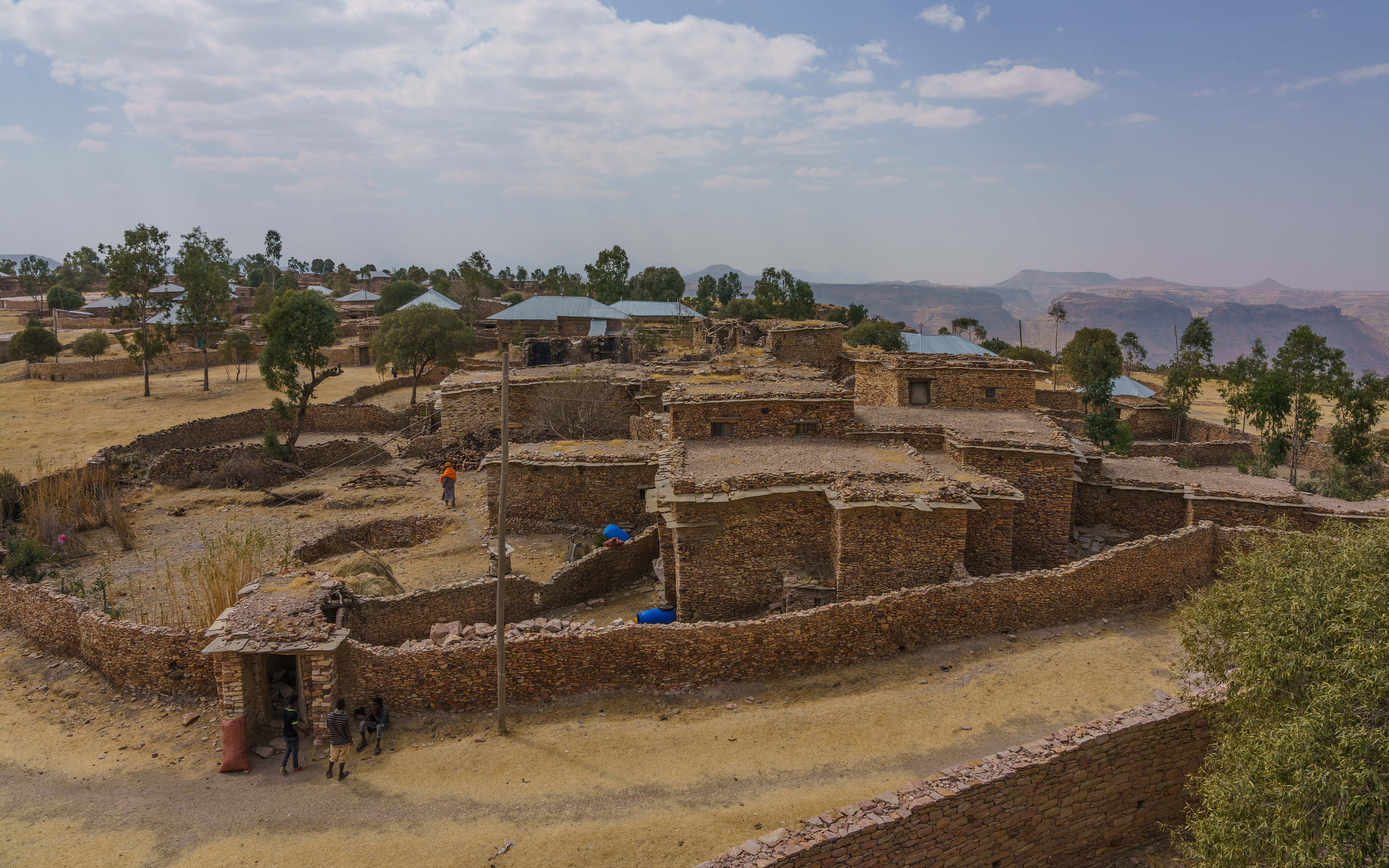
Монашеские хижины
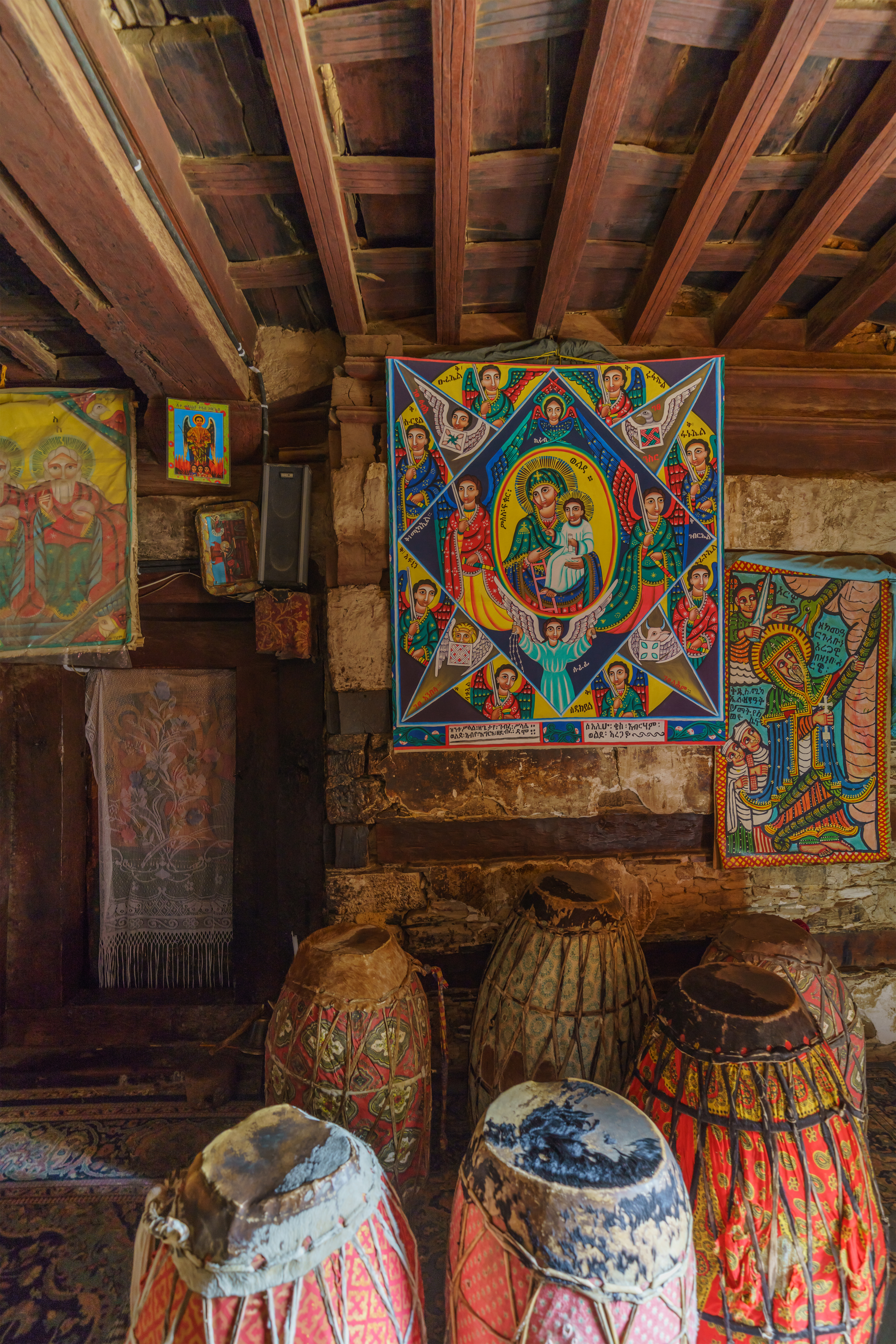
Интерьер главного храма
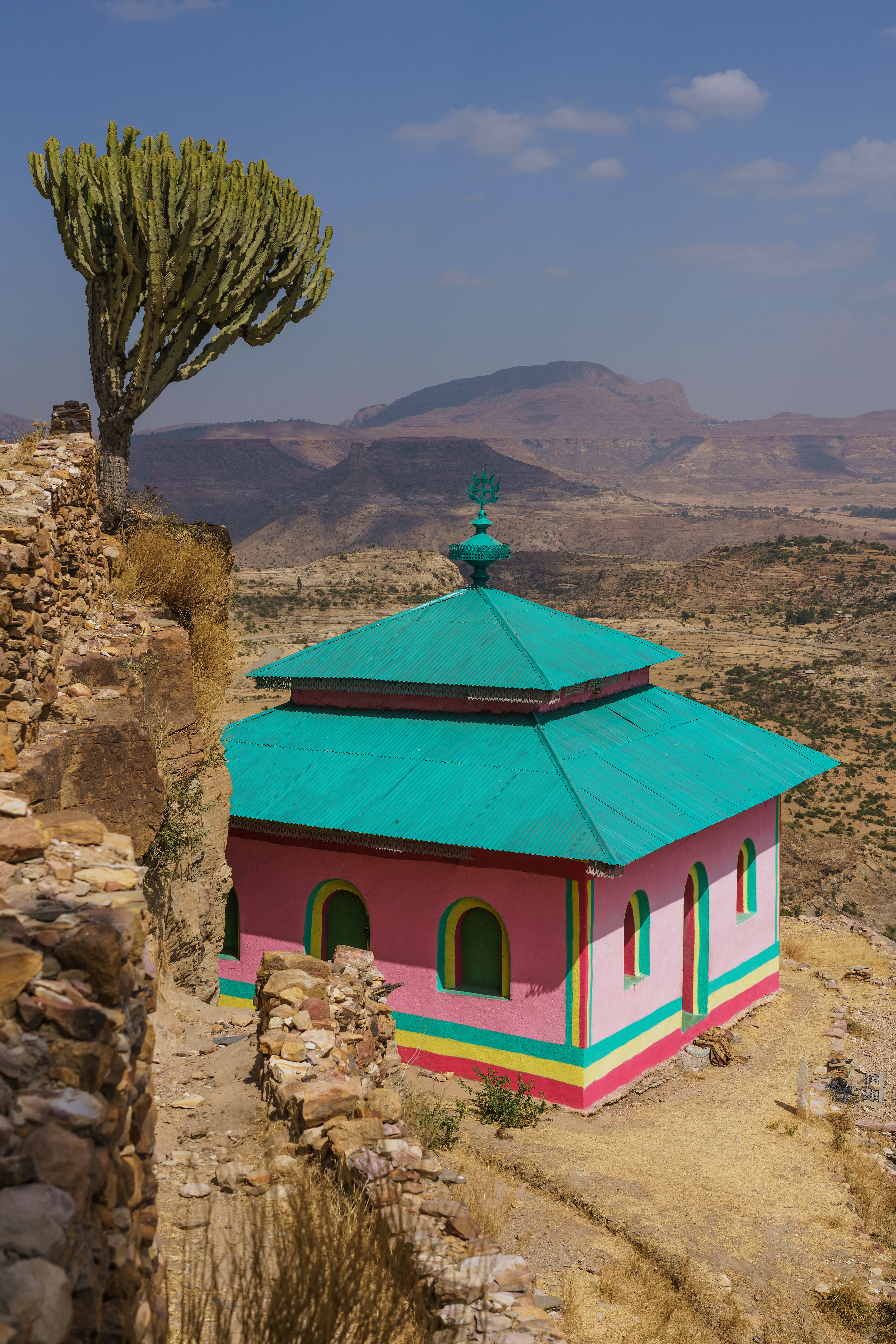
Церковь Абуны Арегави